# Карелл, Стив
Сти́вен Джон Каре́лл (англ. Steven John Carell; род. 16 августа 1962, Конкорд, Массачусетс) — американский актёр, комик, продюсер и сценарист. Наиболее известен по роли Майкла Скотта в комедийном телесериале «Офис», за исполнение которой стал обладателем премий «Золотой глобус» и Гильдии киноактёров США, а также неоднократно выдвигался на премию «Эмми». На киноэкране наибольшее признание для Карелла снискала его роль психопатического мультимиллионера в драме «Охотник на лис» (2014), за которую он был удостоен ряда наград, в том числе номинации на премию «Оскар».

## Биография
Стив, самый младший из четырёх братьев, родился в семье медсестры Хэрриет и инженера-электрика Эдвина Кареллов. Дедушка Стива по отцовской линии был итальянцем, поэтому его отец при рождении имел фамилию Карозелли (итал. Caroselli), сокращенную позже до привычной в США «Carell». Карелл получил образование в Fenn School и Middlesex School. В школьные годы увлекался играми в хоккей и лякросс. Во время обучения в университете выполнял работу диджея на студенческой радиостанции. До того как стать актёром, Карелл работал почтальоном в Литтлтоне.
В 1991 году Карелл присоединился к Чикагской труппе The Second City, в том же году дебютировал в кино с эпизодической ролью в фильме «Кудряшка Сью». В 1996 году Карелл снимался в быстро закрывшейся программе The Dana Carvey Show, а с 1999 по 2004 годы работал в качестве корреспондента в «The Daily Show». Карелл являлся членом актерской группы Frat Pack, в которую входили такие актёры как Бен Стиллер, Оуэн и Люк Уилсоны, Джек Блэк, Уилл Феррелл и Винс Вон.
В 2005 году Карелл получил роль Майкла Скотта в ремейке британского ситкома под названием «Офис», снятого в стиле псевдодокументалистики. Первый сезон шоу имел низкие рейтинги и не вызывал зрительского интереса, из-за этого шоу находилось под угрозой закрытия. Канал NBC принял решение продлить сериал на второй сезон только благодаря успеху фильма «Сорокалетний девственник» с Кареллом в главной роли. Второй сезон сериала имел большой успех у зрителей и критиков. За свою работу в «Офисе» Стив Карелл удостоился таких наград как «Золотой глобус» и Премия Ассоциации телевизионных критиков, а также шесть раз номинировался на премию «Эмми». В 2011 году после истечения контракта актёр официально покинул шоу, заявив, что намерен сконцентрироваться на съёмках в кино.
В 2006 году Карелл сыграл роль дядюшки Артура в комедии «Колдунья» и озвучил белку Хэмми в мультфильме «Лесная братва». В том же году Стив сыграл роль дяди Фрэнка в фильме «Маленькая мисс Счастье». За свою карьеру Карелл исполнил главные и второстепенные роли в ряде таких фильмов, как «Брюс Всемогущий», «Телеведущий: Легенда о Роне Бургунди», «Сорокалетний девственник», «Эван Всемогущий», «Влюбиться в невесту брата», «Безумное свидание», «Хортон», «Напряги извилины», «Эта дурацкая любовь» и другие. За свой вклад в киноиндустрию Карелл получил 2570-ю звезду на голливудской «Аллее славы» в 2016 году.
В 2017 году Карелл сыграл знаменитого теннисиста Бобби Риггса в биографической комедийной драме «Битва полов», а его партнершей по фильму, исполнившей роль теннисистки Билли Джин Кинг, стала Эмма Стоун. В 2019 году Стив Карелл исполнил роль Дональда Рамсфелда в фильме «Власть», основанном на реальных событиях.
С начала 2019 года Каррел приступил к сотрудничеству с Netflix в создании и производстве комедийного сериала «Космические силы», идея которого связана с решением Дональда Трампа о создании в США соответствующего вида вооружённых сил. Он выступил создателем и продюсером сериала вместе с Грегом Дэниелсом, шоураннером «Офис». Карелл сыграл в сериале главную роль (генерал Нейрд), а также вместе с Дэниелсом написал сценарий пилотного эпизода. Премьера сериала прошла в мае 2020 года, а в ноябре того же года он был продлён на второй сезон.

## Личная жизнь
С 1995 года Карелл женат на Нэнси Карелл (сыгравшей в «Офисе» роль Кэрол). Пара имеет двоих детей, Элизабет Энн (род. май 2001) и Джона (род. июнь 2004).

## Фильмография

### Кино
| Год  | Название на русском                                          | Оригинальное название                                       | Роль                      | Примечания                         |
| ---- | ------------------------------------------------------------ | ----------------------------------------------------------- | ------------------------- | ---------------------------------- |
| 1991 | Кудряшка Сью                                                 | Curly Sue                                                   | Тесио                     |                                    |
| 1998 | Завтрашняя ночь                                              | Tomorrow Night                                              | сотрудник почты без очков |                                    |
| 1998 | Доморощенный                                                 | Homegrown                                                   | гость на вечеринке        | не указан в титрах                 |
| 1999 | —                                                            | Suits                                                       | сотрудник                 |                                    |
| 2003 | —                                                            | Street of Pain                                              | Марк                      | короткометражный фильм             |
| 2003 | Брюс Всемогущий                                              | Bruce Almighty                                              | Эван Бакстер              |                                    |
| 2004 | Телеведущий: Легенда о Роне Бургунди                         | Anchorman: The Legend of Ron Burgundy                       | Брик Темленд              |                                    |
| 2004 | Ночная тусовка                                               | Sleepover                                                   | Шерман                    |                                    |
| 2004 | Мелинда и Мелинда                                            | Melinda and Melinda                                         | Уолт                      |                                    |
| 2004 | Проснитесь, Рон Бургунди: Потерянный фильм                   | Wake Up, Ron Burgundy: The Lost Movie                       | Брик Темленд              | сразу на видео                     |
| 2005 | Колдунья                                                     | Bewitched                                                   | дядя Артур                |                                    |
| 2005 | Сорокалетний девственник                                     | The 40-Year-Old Virgin                                      | Энди Ститцер              | исполнительный продюсер, сценарист |
| 2006 | Маленькая мисс Счастье                                       | Little Miss Sunshine                                        | Фрэнк Гинсберг            |                                    |
| 2006 | —                                                            | American Storage                                            | Рич                       | короткометражный фильм             |
| 2006 | Лесная братва                                                | Over the Hedge                                              | Хэмми                     | мультфильм; озвучка                |
| 2006 | Хэмми: История с бумерангом                                  | Hammy’s Boomerang Adventure                                 | Хэмми                     | мультфильм; озвучка                |
| 2007 | Эван Всемогущий                                              | Evan Almighty                                               | Эван Бакстер              |                                    |
| 2007 | Влюбиться в невесту брата                                    | Dan in Real Life                                            | Дэн Бернс                 |                                    |
| 2007 | Истории Америки                                              | Stories USA                                                 | Марк                      | новелла: Street of Pain            |
| 2008 | Хортон                                                       | Horton Hears a Who!                                         | мэр Нед Макдодд           | мультфильм; озвучка                |
| 2008 | Напряги извилины                                             | Get Smart                                                   | Максвелл Смарт            | исполнительный продюсер            |
| 2010 | Безумное свидание                                            | Date Night                                                  | Фил Фостер                |                                    |
| 2010 | Гадкий я                                                     | Despicable Me                                               | Грю                       | мультфильм; озвучка                |
| 2010 | Ужин с придурками                                            | Dinner for Schmucks                                         | Барри                     |                                    |
| 2011 | Эта дурацкая любовь                                          | Crazy, Stupid, Love                                         | Кэл Уивер                 | продюсер                           |
| 2012 | Ищу друга на конец света                                     | Seeking a Friend for the End of the World                   | Додж Петерсен             |                                    |
| 2012 | Весенние надежды                                             | Great Hope Springs                                          | доктор Берни Фелд         |                                    |
| 2013 | Дорога, дорога домой                                         | The Way Way Back                                            | Трент Рэмси               |                                    |
| 2013 | Невероятный Бёрт Уандерстоун                                 | The Incredible Burt Wonderstone                             | Бёрт Уандерстоун          | исполнительный продюсер            |
| 2013 | Гадкий я 2                                                   | Despicable Me 2                                             | Грю                       | мультфильм; озвучка                |
| 2013 | Телеведущий 2: И снова здравствуйте                          | Anchorman: The Legend Continues                             | Брик Темленд              |                                    |
| 2013 | Паника в почтовом отделении                                  | Panic in the Mailroom                                       | Грю                       | мультфильм; озвучка                |
| 2014 | Соседи. На тропе войны                                       | Neighbors                                                   | ведущий новостей          | не указан в титрах                 |
| 2014 | Охотник на лис                                               | Foxcatcher                                                  | Джон Дюпон                |                                    |
| 2014 | Александр и ужасный, кошмарный, нехороший, очень плохой день | Alexander and the Terrible, Horrible, No Good, Very Bad Day | Бен Купер                 |                                    |
| 2014 | 9 поцелуев                                                   | 9 Kisses                                                    | человек на скамейке       | короткометражный фильм             |
| 2015 | Миньоны                                                      | Minions                                                     | молодой Грю               | мультфильм; озвучка                |
| 2015 | Всё, что у меня есть                                         | Freeheld                                                    | Стивен Голдстайн          |                                    |
| 2015 | Игра на понижение                                            | The Big Short                                               | Марк Баум                 |                                    |
| 2016 | Светская жизнь                                               | Café Society                                                | Фил Стерн                 |                                    |
| 2017 | Гадкий я 3                                                   | Despicable Me 3                                             | Грю / Дрю                 | мультфильм; озвучка                |
| 2017 | Битва полов                                                  | Battle of the Sexes                                         | Бобби Риггс               |                                    |
| 2017 | Последний взмах флага                                        | Last Flag Flying                                            | Ларри «Док» Шеперд        |                                    |
| 2018 | Красивый мальчик                                             | Beautiful Boy                                               | Дэвид Шефф                |                                    |
| 2018 | Власть                                                       | Vice                                                        | Дональд Рамсфелд          |                                    |
| 2018 | Удивительный мир Марвена                                     | Welcome to Marwen                                           | Марк Хоганкамп            |                                    |
| 2020 | Честный кандидат                                             | Irresistible                                                | Гэри Зиммер               |                                    |
| 2022 | Миньоны: Грювитация                                          | Minions: The Rise of Gru                                    | Грю                       | мультфильм; озвучка                |
| 2023 | Город астероидов                                             | Asteroid City                                               |                           |                                    |
| 2024 | Воображаемые друзья                                          | Imaginary Friends                                           |                           |                                    |
| 2024 | Гадкий я 4                                                   | Despicable Me 4                                             | Грю                       | мультфильм; озвучка                |
| 2025 | Маунтинхед                                                   | Mountainhead                                                | Рэндалл                   | Телефильм                          |

### Телевидение
| Год       | Название на русском              | Оригинальное название                  | Роль               | Примечания                                           |
| --------- | -------------------------------- | -------------------------------------- | ------------------ | ---------------------------------------------------- |
| 1991      | —                                | Life As We Know It!                    | н/д                | телефильм                                            |
| 1994      | —                                | The Second City’s 149 1/2 Edition      | н/д                | телефильм                                            |
| 1996      | Все мои дети                     | All My Children                        | кальмароголовый    | эпизод: Episode #1.6729                              |
| 1996      | Шоу Дэны Карви                   | The Dana Carvey Show                   | разные персонажи   | телесериал; основная роль                            |
| 1996—2011 | Субботним вечером в прямом эфире | Saturday Night Live                    | Гэри               | телесериал; 13 эпизодов; озвучка                     |
| 1997      | Дом, в котором всё вверх дном    | Over the Top                           | Йорго Галфаникос   | телесериал; основная роль                            |
| 1998      | Журнал мод                       | Just Shoot Me!                         | мистер Уайланд     | эпизод: Funny Girl                                   |
| 2000      | Незнакомцы с конфеткой           | Strangers with Candy                   | н/д                | эпизод: Behind Blank Eyes                            |
| 2000      | —                                | H.U.D.                                 | н/д                | телефильм                                            |
| 2002—2003 | Наблюдение за Элли               | Watching Ellie                         | Эдгар              | телесериал; основная роль                            |
| 2003      | —                                | The Lunchbox Chronicles                | Филлип             | телефильм                                            |
| 2004      | —                                | Fillmore!                              | мистер Деланси     | мультсериал; эпизод: Field Trip of the Just; озвучка |
| 2004      | —                                | Come to Papa                           | Блевин             | телесериал; основная роль                            |
| 2005—2013 | Офис                             | The Office                             | Майкл Скотт        | телесериал; основная роль                            |
| 2007      | —                                | The Naked Trucker and T-Bones Show     | Брайан             | эпизод: T-Bones TV                                   |
| 2010      | Все против Хуана                 | Todos contra Juan                      | в роли самого себя | эпизод: Episode #2.13                                |
| 2011      | Жизнь так коротка                | Life’s Too Short                       | в роли самого себя | эпизод: Episode #1.4                                 |
| 2012      | Симпсоны                         | The Simpsons                           | Дэн Гиллик         | мультсериал; эпизод: Penny-Wiseguys; озвучка         |
| 2013      | Интернет-терапия                 | Web Therapy                            | Джексон Пикетт     | телесериал; 3 эпизода                                |
| 2014      | Ночное шоу с Джимми Фэллоном     | The Tonight Show Starring Jimmy Fallon | регтайм-девчонка   | эпизод: Mark Wahlberg/Kevin Nealon                   |
| 2018—2020 | Энджи Трайбека                   | Angie Tribeca                          | —                  | телесериал; исполнительный продюсер                  |
| 2019—2021 | Утреннее шоу                     | The Morning Show                       | Митч Кесслер       | телесериал; основная роль                            |
| 2020—2022 | Космические силы                 | Space Force                            | Марк Нэйрд         | телесериал; основная роль                            |
| 2022      | Пациент                          | The Patient                            | Алан Штраус        | телесериал; основная роль                            |

### Игры
| Год  | Название          | Роль        | Примечания |
| ---- | ----------------- | ----------- | ---------- |
| 2002 | Outlaw Golf       | комментатор |            |
| 2003 | Outlaw Volleyball | комментатор |            |
| 2010 | Despicable Me     | Грю         |            |

### Музыкальные клипы
| Год  | Исполнитель     | Название |
| ---- | --------------- | -------- |
| 2013 | Фаррелл Уильямс | «Happy»  |

## Награды и номинации
| Награда                                  | Год  | Категория                                                | Название работы                      | Результат |
| ---------------------------------------- | ---- | -------------------------------------------------------- | ------------------------------------ | --------- |
| Оскар                                    | 2015 | Лучшая мужская роль                                      | Охотник на лис                       | Номинация |
| Золотой глобус                           | 2006 | Лучшая мужская роль в комедийном телесериале или мюзикле | Офис                                 | Победа    |
| Золотой глобус                           | 2007 | Лучшая мужская роль в комедийном телесериале или мюзикле | Офис                                 | Номинация |
| Золотой глобус                           | 2008 | Лучшая мужская роль в комедийном телесериале или мюзикле | Офис                                 | Номинация |
| Золотой глобус                           | 2009 | Лучшая мужская роль в комедийном телесериале или мюзикле | Офис                                 | Номинация |
| Золотой глобус                           | 2010 | Лучшая мужская роль в комедийном телесериале или мюзикле | Офис                                 | Номинация |
| Золотой глобус                           | 2011 | Лучшая мужская роль в комедийном телесериале или мюзикле | Офис                                 | Номинация |
| Золотой глобус                           | 2015 | Лучшая мужская роль в драматическом фильме               | Охотник на лис                       | Номинация |
| Золотой глобус                           | 2016 | Лучшая мужская роль в комедийном фильме или мюзикле      | Игра на понижение                    | Номинация |
| Золотой глобус                           | 2018 | Лучшая мужская роль в комедийном фильме или мюзикле      | Битва полов                          | Номинация |
| Эмми                                     | 2006 | Лучшая мужская роль в комедийном телесериале             | Офис                                 | Номинация |
| Эмми                                     | 2007 | Лучшая мужская роль в комедийном телесериале             | Офис                                 | Номинация |
| Эмми                                     | 2008 | Лучшая мужская роль в комедийном телесериале             | Офис                                 | Номинация |
| Эмми                                     | 2009 | Лучшая мужская роль в комедийном телесериале             | Офис                                 | Номинация |
| Эмми                                     | 2010 | Лучшая мужская роль в комедийном телесериале             | Офис                                 | Номинация |
| Эмми                                     | 2011 | Лучшая мужская роль в комедийном телесериале             | Офис                                 | Номинация |
| Эмми                                     | 2020 | Лучшая мужская роль в драматическом телесериале          | Утреннее шоу                         | Номинация |
| BAFTA                                    | 2015 | Лучшая мужская роль второго плана                        | Охотник на лис                       | Номинация |
| Спутник                                  | 2006 | Лучшая мужская роль в комедийном телесериале или мюзикле | Офис                                 | Номинация |
| Спутник                                  | 2007 | Лучшая мужская роль в комедийном телесериале или мюзикле | Офис                                 | Номинация |
| Спутник                                  | 2010 | Лучшая мужская роль в комедийном телесериале или мюзикле | Офис                                 | Номинация |
| Спутник                                  | 2010 | Лучшая мужская роль в кинофильме                         | Ужин с придурками                    | Номинация |
| Спутник                                  | 2015 | Лучшая мужская роль в кинофильме                         | Охотник на лис                       | Номинация |
| Премия Ассоциации телевизионных критиков | 2006 | Личные достижения в комедии                              | Офис                                 | Победа    |
| Премия Ассоциации телевизионных критиков | 2009 | Личные достижения в комедии                              | Офис                                 | Номинация |
| MTV Movie & TV Awards                    | 2005 | Лучшая песня                                             | Телеведущий: Легенда о Роне Бургунди | Номинация |
| MTV Movie & TV Awards                    | 2005 | Лучшая актёрская команда                                 | Телеведущий: Легенда о Роне Бургунди | Номинация |
| MTV Movie & TV Awards                    | 2006 | Лучшая актёрская команда                                 | Сорокалетний девственник             | Номинация |
| MTV Movie & TV Awards                    | 2006 | Лучший фильм                                             | Сорокалетний девственник             | Номинация |
| MTV Movie & TV Awards                    | 2006 | Лучшая комедийная сцена                                  | Сорокалетний девственник             | Победа    |
| MTV Movie & TV Awards                    | 2009 | Лучшая комедийная сцена                                  | Напряги извилины                     | Номинация |
| MTV Movie & TV Awards                    | 2014 | Лучший WTF момент                                        | Телеведущий 2: И снова здравствуйте  | Номинация |
| MTV Movie & TV Awards                    | 2014 | Лучший бой                                               | Телеведущий 2: И снова здравствуйте  | Номинация |
| MTV Movie & TV Awards                    | 2015 | Лучшее перевоплощение                                    | Охотник на лис                       | Номинация |